# Xanthopimpla cruralis
Xanthopimpla cruralis là một loài tò vò trong họ Ichneumonidae.